# Айни в Едзо
„Айни в Едзо“ (на френски: Les Aïnous à Yeso) е френски късометражен ням филм, заснет от режисьорите Луи и Огюст Люмиер през 1895 година.

## Сюжет
Филмът показва трима мъже от етноса Айни, облечени в традиционни костюми, да танцуват. Айните са коренното население на остров Хокайдо (известен в миналото като Едзо). В наши дни те са най-голямото малцинствена група в Япония.